# Vänsterdemokraterna (Italien)
Vänsterdemokraterna (italienska: Democratici di Sinistra, DS) var ett socialdemokratiskt politiskt parti i Italien, grundat 1998. Det var det största vänster-centerpartiet i Italien och ingick i koalitionen Unionen.
Partiet var en vidareutveckling av det tidigare Vänsterdemokratiska partiet (Partito democratico della Sinistra), som i sin tur var en socialdemokratisk reformering av det stora Italienska kommunistpartiet vid dess upplösning 1991. Under ledning av Massimo D'Alema gick partiet samman med flera mindre likasinnade partier och antog det rubricerade namnet, samtidigt som man ersatte hammaren och skäran i partisymbolen med rosen.
I november 2001 valdes Piero Fassino till partiledare. Han återvaldes i januari 2006.
Partiet betraktade sig som ett "federalt nätverk", långt från Lenins uppfattning om "demokratisk centralism". På det lokala planet förenade det sig med aktionsgrupper och enfrågerörelser. Det bildade lösa fronter, sammanhållna av gemensamma värden, som var socialistiska och kristna.
Partiets premiärministerkandidat inför det italienska parlamentsvalet 2006 var Romano Prodi. Partiet upplöstes 2007 när det uppgick i det nybildade Demokratiska partiet (PD).